# Lion's Cup 1983 - Singolare
Il singolare del torneo di tennis Lion's Cup 1983, facente parte dei Tornei di tennis femminili indipendenti nel 1983, ha avuto come vincitrice Martina Navrátilová che ha battuto in finale Chris Evert con il punteggio di 6–2, 6–2.

## Tabellone

### Legenda
| - Q = Qualificato - WC = Wild card - LL = Lucky loser | - ALT = Alternate - SE = Special Exempt - PR = Protected Ranking | - w/o = Walkover - r = Ritirato - d = Squalificato |

|  | Semifinali          | Semifinali          | Semifinali          | Semifinali | Semifinali |  |  | Finale              | Finale              | Finale              | Finale | Finale |  |
|  |                     |                     |                     |            |            |  |  |                     |                     |                     |        |        |  |
|  | Martina Navrátilová | Martina Navrátilová | Martina Navrátilová | 6          | 6          |  |  |                     |                     |                     |        |        |  |
|  | Andrea Temesvári    | Andrea Temesvári    | Andrea Temesvári    | 3          | 3          |  |  | Martina Navrátilová | Martina Navrátilová | Martina Navrátilová | 6      | 6      |  |
|  | Chris Evert         | Chris Evert         | Chris Evert         | 6          | 7          |  |  | Chris Evert         | Chris Evert         | Chris Evert         | 2      | 2      |  |
|  | Andrea Jaeger       | Andrea Jaeger       | Andrea Jaeger       | 1          | 5          |  |  |                     |                     |                     |        |        |  |